# Gao Hongbao
Gao Hongbao (xinès simplificat: 高洪宝, pinyin: Gāo Hóngbǎo; Panshi, Jilin, 12 de novembre de 1937 - 14 de febrer de 2022) fou un cinematògraf xinés.
El 1958 entra la l'escola de formació de l'estudi de cinema de Changchun, llicenciant-se el 1960. Tingué papers en les pel·lícules Dang de nü'er, Hong deng ji, Lian xin suo, i sobretot, a Hong meihua kai. L'any 1965 esdevingué assistent de fotografia i el 1979, director de fotografia.
El 1979 debuta com a director a la reeixida Baomi Ju de Qiangsheng, fent un tàndem amb el director Chang Yan que es repetiria en altres quatre pel·lícules.